# Эдлинг, Альберт Каэтан
Граф Альберт Каэтан фон Эдлинг (нем. Albert Cajetan Graf von Edling; 1792—1841) — саксонский дипломат, который заведовал внешними сношениями веймарского двора. Член Императорского Одесского общества истории и древностей. Муж знаменитой графини Эдлинг.

## Биография
Родился в 1792 г. в Гейденшафтском замке, близ города Герца. Едва достигший двенадцатилетнего возраста, граф Эдлинг был отправлен своими родственниками в Дрезден и помещен в пажеский корпус, где и окончил своё воспитание под особенным покровительством саксонского короля Фридриха-Августа, который пожелал иметь его при своей особе.
Вместе с тем на Эдлинга была возложена и обязанность сопровождать своего сверстника веймарского принца Бернара в его путешествии по Европе. Но путешественники скоро вынуждены были возвратиться вследствие особых политических обстоятельств. По возвращении великий герцог Карл Август предложил Эдлингу почетное и постоянное место. Утвердившись таким образом в Веймаре, граф выполнял там до 1819 г. обязанности министра иностранных дел и маршала великогерцогского двора. В этой должности он, между прочим, сопутствовал великому герцогу в поездке на Венский конгресс и содействовал присоединению своего правительства к Священному союзу. За последнее содействие он получил изъявление благоволения императора Александра І и орден св. Анны 1-й степени.
В том же 1816 г. граф Эдлинг по совету Марии Павловны, вышедшей замуж за наследника веймарского престола, впервые посетил Россию для заключения брачного союза с Роксандрой Стурдза, любимой фрейлиной императрицы Елизаветы Алексеевны. По возвращении в Веймар он снова принял прежнюю должность, но не надолго. В 1819 г. граф, оставив службу, сделался частным человеком и посетил свою родину, объехал северную Италию, побывал в Вене и отправился оттуда в Россию, куда призывали его семейные отношения и дела по имуществу.
В 1822 г. граф и графиня Эдлинг решились поселиться на юге России, где в пустынной части Бессарабии была пожалована им земля императором Александром I. В течение пятнадцати лет супружеская чета оставалась одним из столпов одесского общества, прилагая старания к развитию земледельческой и пастушеской промышленности в дарованной им земле.
В 1841 г. граф Эдлинг был поражен катарактой обоих глаз и по настояниям врачей должен был отправиться в Дрезден к опытным глазным врачам. На зиму он остался в Веймаре, где имел многих друзей, и решился дождаться там весны — предполагаемого времени для совершения глазной операции. Но последней ему не пришлось делать: к страданиям слепоты присоединилась нервическая горячка, которая свела его в могилу 11-го декабря 1841 г.